# Ledsjö kyrka
Ledsjö kyrka är en kyrkobyggnad som sedan 2017 tillhör Husaby församling (tidigare i Ledsjö församling) i Skara stift. Den ligger på Ledsjövallen utanför Lundsbrunn i Götene kommun. 

## Kyrkobyggnaden
Natten mellan 5 och 6 december 2004 totalförstördes den medeltida kyrkan vid en anlagd brand. Församlingen beslutade att återuppbygga kyrkan och den nya kyrkan invigdes 2009 av biskop Erik Aurelius. Den uppförd inom de medeltida murarna efter ritningar av Barup och Edström Arkitektkontor och har öppen takkonstruktion samt fokus på koret med fristående altare, ambo, orgel och körplats. Ovanför hänger det räddade triumfkrucifixet.

## Den brunna kyrkan
Kyrkan som brann var huvudsakligen från 1776, då en äldre stenkyrka ska ha blivit riven och tillökt, enligt en minnestavla. En restaureringen utfördes 1947 och vid omputsning 1973 påträffade man sandstenskvadrar, vilka kan ha härstammat från medeltidskyrkan. Den kraftiga järnbeslagna dörren som ledde till sakristian var från 1200-talet. Storklockan var av en tidig medeltida typ.

## Inventarier
Man lyckades rädda triumfkrucifixet från 1100-talet samt en dopfunt från 1700-talet.

### Orgel
Kororgeln är byggd vid Ålems Orgelverkstad 2009 och har tolv stämmor fördelade på två manualer i pedal. Fasaden är ljudande.
| Man I. Huvudverk | Man II. Svällverk   | Pedal        | Koppel           |
| ---------------- | ------------------- | ------------ | ---------------- |
| Principal 8'     | Gedackt 8'          | Subbas 16'   | II/I             |
| Dubbelflöjt 8'   | Fugara 8'           | Borduna 8'   | II/P             |
| Oktava 4' vx     | Flûte octaviante 4' | Oktava 4' vx | I/P              |
| Flöjt 4'         | Mixtur II           |              | II 16'/II        |
| Oktava 2'        | Corno 8'            |              | vx=växelregister |